# Back Mountain
Back Mountain is een plaats (census-designated place) in de Amerikaanse staat Pennsylvania en valt bestuurlijk gezien onder Luzerne County.

## Demografie
Bij de volkstelling in 2000 werd het aantal inwoners vastgesteld op 26.690.

## Geografie
Volgens het United States Census Bureau beslaat de plaats een oppervlakte van
282,8 km², waarvan 277,0 km² land en 5,8 km² water.

## Plaatsen in de nabije omgeving
De onderstaande figuur toont nabijgelegen plaatsen in een straal van 8 km rond Back Mountain.